# Casimiro Biguá
Casimiro Fourmantin, apodado como Casimiro Biguá (alrededores de Carmen de Patagones, 1819 – toldería Bahía San Gregorio, 1874) fue un cacique principal del pueblo aonikenk (o bien en mapundungun como tehuelche) desde 1840 hasta 1874, luego de suceder a María la Grande. Su territorio abarcaba desde el estrecho de Magallanes hasta el río Negro, siendo su centro de residencia, la toldería de la bahía de San Gregorio, ubicada en la orilla septentrional de dicho estrecho.
En el año 1864 por mediación del marino Luis Piedrabuena, el entonces presidente de la Nación Argentina, Bartolomé Mitre, lo nombró cacique principal de San Gregorio. El 5 de julio de 1865 reconoció la soberanía argentina, y al año siguiente, Biguá fue designado en Buenos Aires, por mandato de Mitre, como teniente coronel del Ejército Argentino.
El 3 de noviembre de 1869, en una toldería del valle de Genoa —cerca de la actual localidad chubutense de José de San Martín— Casimiro Biguá y cinco caciques de diversos clanes, izaron la Bandera de la Argentina. El lugar fue declarado monumento histórico nacional en 1998 y allí se encuentra una estatua conmemorativa.

## Biografía hasta el juramento a la bandera de la Argentina

### Origen familiar y primeros años

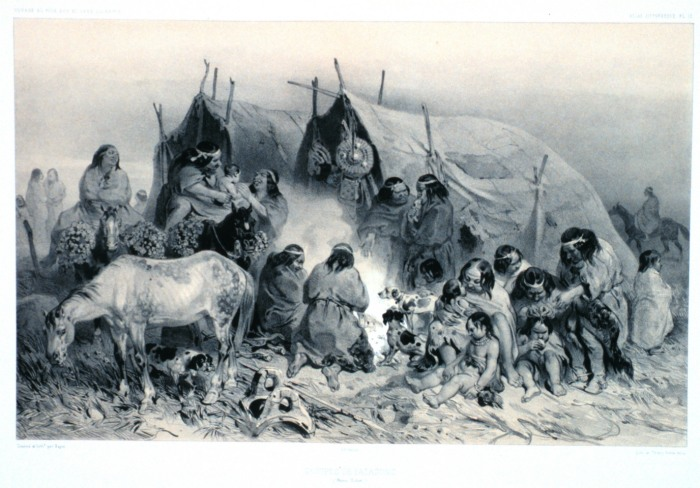
Toldería tehuelche (por Jules Dumont d'Urville, 1832).

Casimiro habría nacido en 1819 o 1820, en las cercanías del pueblo de Carmen de Patagones, y era hijo de una mujer tehuelche de nombre Joujuna o Jounja y de un cacique menor asesinado en 1822 a manos de un grupo indígena rival. 
Desde el 3 de marzo de 1829 Casimiro se crio en la «Estancia del Estado», cerca del poblado antes citado, al cuidado de su administrador y padrino Francisco Fourmantin, apodado Bibois —pronunciado en francés como bibuá— y quien llegaría a ser comandante del «Fuerte del Carmen». 
Bibois, que según George Chaworth Musters fue corsario y tratante de esclavos, le había ofrecido a Joujuna aguardiente a cambio de su hijo. Joujuna y su gente bebieron el aguardiente durante tres días y tres noches. Luego de ser comprado por Bibois, Casimiro fue conocido como «Biguá», una deformación de la pronunciación francesa del mote de su padrastro.

### Nombramiento como cacique mayor tehuelche de la Patagonia oriental

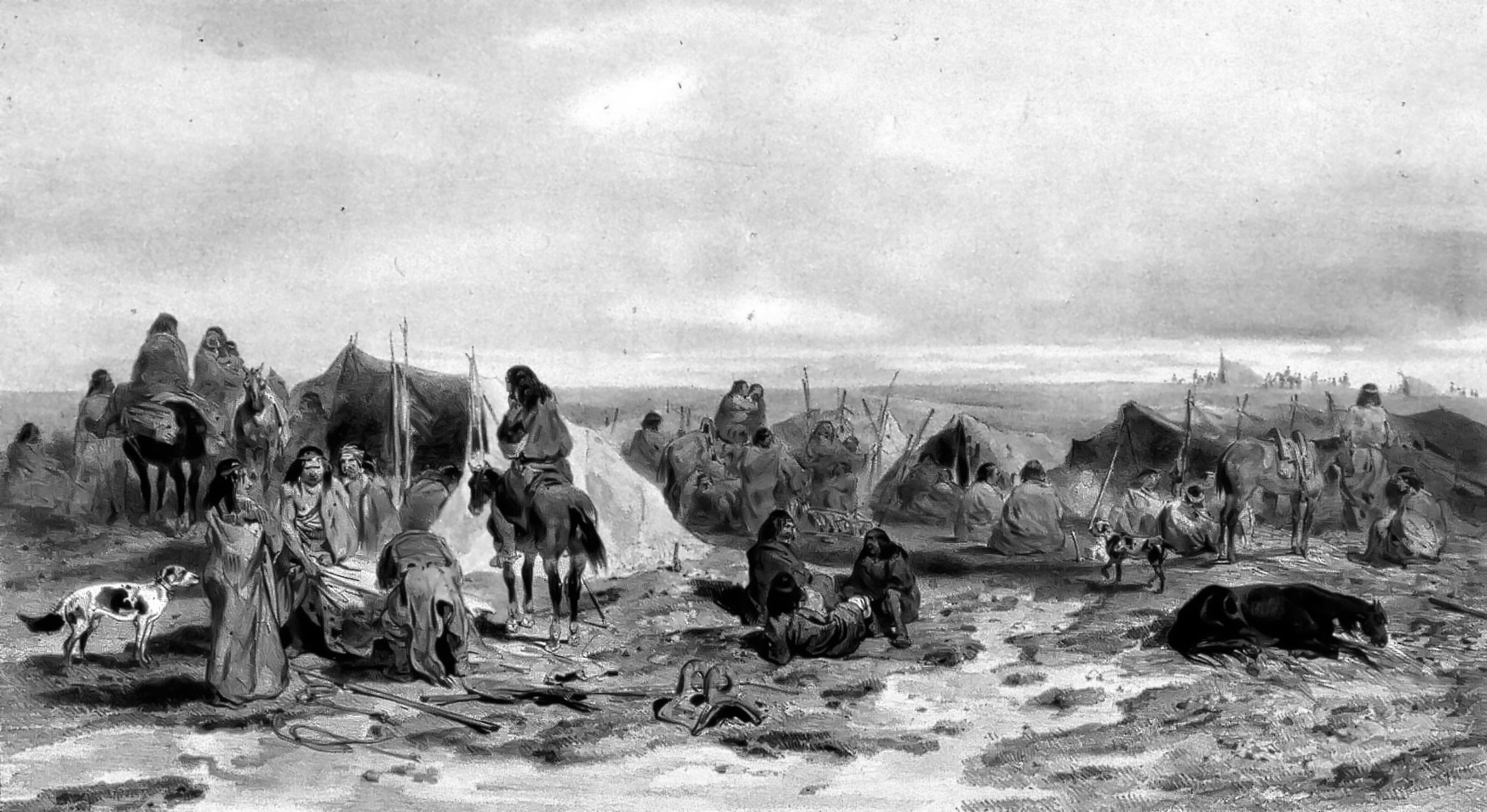
Tehuelches de la Patagonia oriental vistos en 1842 por expedicionarios franceses

Luego de aprender el idioma español, a los 13 años de edad Casimiro decidió escaparse del domicilio de Bibois, para reunirse con su pueblo aonikenk. En 1840 Biguá sucedió a María la Grande como cacique de los tehuelches al sur del río Negro.

### Su relación con el Estado chileno y las misiones anglicanas fallidas
A partir de la fundación del Fuerte Bulnes con la Toma de posesión del estrecho de Magallanes por parte de Chile, en 1843, y su posterior traslado a Punta Arenas en 1848, Biguá se relacionaría con el gobierno chileno, comerciando diversos productos.
En 1845 el misionero anglicano Allen Francis Gardiner que había intentado infructuosamente convertir a los mapuches de Valdivia en 1843, recorrió el estrecho, el archipiélago de Tierra del Fuego y el canal de Beagle, y luego de pasar por las islas Malvinas —ya ocupadas de hecho por colonos británicos desde 1833— se unió al año siguiente a la «Sociedad Misionera de la Patagonia», la cual había sido creada en Londres e instalada en la isla Vigía del archipiélago citado.
De esta manera viajó nuevamente al estrecho, pero esta vez con la intención de instalar sus habitaciones en la bahía de San Gregorio, a poca distancia de las toldería de Biguá, iniciando así una misión entre los tehuelches, atrayéndolos con provisiones y logrando que se instalaran durante algunos días en los alrededores pero al poco tiempo lo abandonaron, fracasando así la tarea evangelizadora.
Enterado el Gobierno chileno de lo acontecido fue invitado a Santiago por el presidente Manuel Bulnes, quien le otorgaría el grado honorario y sueldo de capitán del ejército. 
Las relaciones de Biguá con Chile se enfriaron al ser degradado, luego de ser acusado de participar en el saqueo de Punta Arenas durante un motín en 1851 y de haber estado relacionado con el asesinato del gobernador chileno Bernardo Philippi en 1852. 
En 1861 reanudaría sus intercambios comerciales en Punta Arenas.

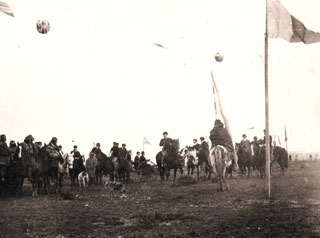
Los tehuelches festejando el 25 de mayo, enarbolando la bandera argentina en Río Gallegos (1889).

### El comercio con el gobierno argentino y su aceptación informal de soberanía
Desde la instalación del marino argentino Luis Piedrabuena en la isla Pavón desde 1859, ubicada en el río Santa Cruz y a unos 40 km de su desembocadura en el mar, los tehuelches de Biguá comenzaron a comerciar con su factoría.
Al principio, Casimiro pactaría tanto con el gobierno argentino como con el chileno, recibiendo de ambos rangos militares y raciones de alimentos, tratando de mantener la integridad de la nación Aonikenk.
En la orilla diestra del río Santa Cruz, dos clérigos anglicanos de la «Sociedad Misionera de la Patagonia»: el alemán Teófilo Schmidt y el suizo Juan Federico Hunziker, procedentes de las islas Malvinas, en 1862 fundaron un establecimiento para evangelizar a los aborígenes tehuelches, incluyendo a la familia de Casimiro, pero durarón hasta el año siguiente.
En 1863 Piedrabuena arribó a la bahía de San Gregorio, paradero tehuelche sobre el estrecho de Magallanes, invitando a Biguá y a su hijo mayor Sam Slick (Cañadón Misioneros, 1851 - Gaimán, 1874) —quien fuera bautizado por los misioneros anglicanos antes citados— a viajar a Buenos Aires en su nave Espora para conocer al presidente Bartolomé Mitre. Este en 1864 los recibió con regalos y agasajos, le asignó el rango de capitán y lo nombró cacique principal de San Gregorio.

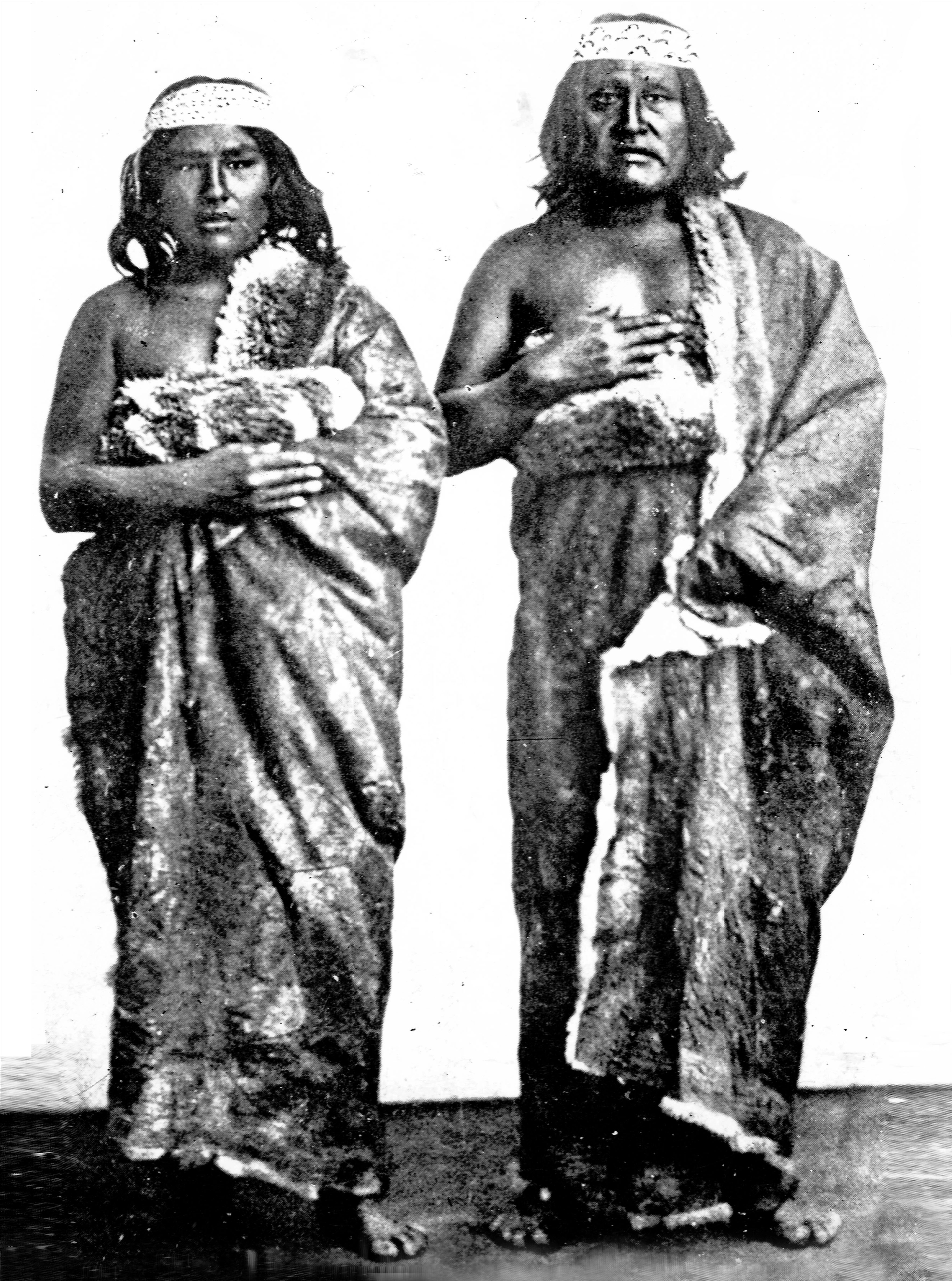
Cacique Casimiro Biguá y su hijo Sam Slick

Durante su estadía en Buenos Aires les fue tomada varias fotografías, una de ellas por el ingeniero y arquitecto italiano Benito Panunzi.
El 5 de julio de 1865 Biguá reconoció la soberanía argentina hasta el estrecho de Magallanes, incluso sobre Punta Arenas y la bahía San Gregorio, luego retornaría a dicho poblado chileno portando símbolos argentinos. A cambio, se le prometieron raciones dos veces al año.
En junio de 1866, Biguá volvió a Buenos Aires con Piedrabuena para ofrecer la fundación de una colonia en el estrecho de Magallanes, y por lo cual Mitre lo ascendió a teniente coronel del Ejército Argentino, nombrándole al capitán de guardias nacionales Doroteo Mendoza como su secretario. En noviembre viajaron a Carmen de Patagones y luego pasaron a la isla Pavón, adonde reunió más de cuatrocientos jinetes tehuelches bien preparados, haciéndoles una demostración de cuan hábiles eran con las armas enviadas y avivando fervientemente al Gobierno argentino, ante las miradas complacidas de Piedrabuena y Mendoza.
Al comenzar la Guerra del Paraguay, Mitre no pudo cumplir la promesa de enviar el buque y los elementos necesarios para la fundación de la nueva colonia en el estrecho, por lo cual, a finales del mismo año el proyecto de Piedrabuena se postergó y consecuentemente el asesor y secretario de Biguá, Doroteo Mendoza, pereció a manos de algún cacique tehuelche decepcionado.
En 1867, Piedrabuena continuó comerciando pacíficamente con los aborígenes manteniendo constantemente la adhesión tehuelche a su causa y además, procuró un mayor conocimiento geográfico del territorio, por lo cual, organizó una expedición con J. H. Gardiner que tenía bajo su mando a J. Hamsensus, Peterson y J. Mac Dugall, que aportando sus caballos, provisiones y pertrechos, remontaron el río Santa Cruz, descubriendo su naciente en un hermoso lago (el cual nueve años después, Francisco P. Moreno lo bautizaría como lago Argentino).
En octubre de 1868 Piedrabuena viajó nuevamente a Buenos Aires para visitar al nuevo presidente argentino Domingo Faustino Sarmiento, solicitándole el cumplimiento de embarcar la tropa prometida hacia la bahía de San Gregorio pero solo recibió una negativa debido a la precaria situación económica y naval del país que no podría afrontar una nueva contienda bélica.

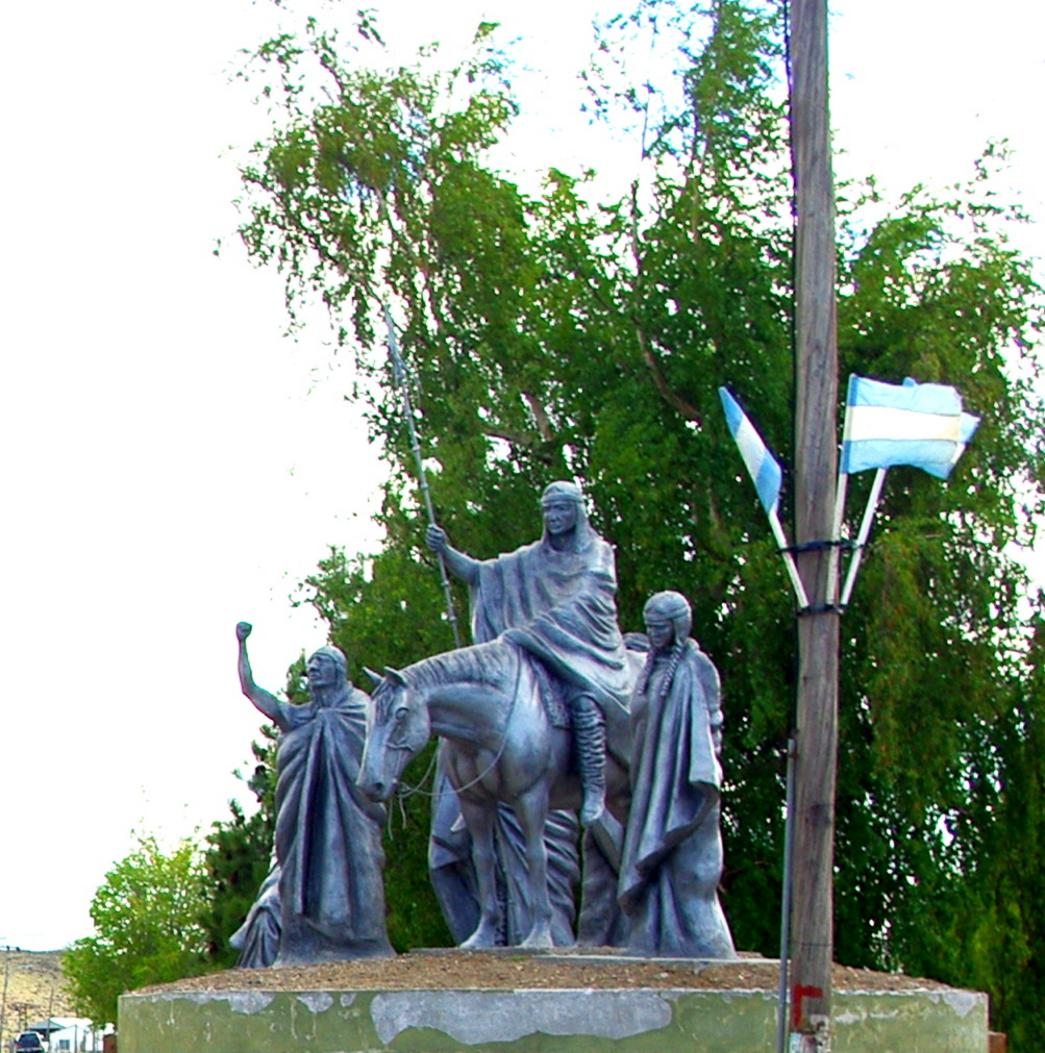
Monumento conmemorativo de Casimiro Biguá y sus caciques vasallos.

## Reconocimiento de su territorio como parte de la República Argentina
Al año siguiente, en la actual localidad de José de San Martín, Casimiro Biguá y cinco jefes principales de varios clanes, se reunieron en medio de la estepa con la intención de discutir acerca de la conveniencia de ponerse al servicio de la Argentina o de Chile, siendo los dos países que reclamaban soberanía sobre esas tierras. Luego de varias jornadas, el 3 de noviembre de 1869 se izó la Bandera de la Argentina y le jurarían fidelidad, comprometiéndose a defender los territorios nacionales (el lugar fue declarado monumento histórico nacional en 1998 y allí se encuentra una estatua de Casimiro).
En 1870 Biguá tomó la iniciativa de defender a los colonos galeses —asentados en el curso inferior del río Chubut— de un posible ataque del cacique Calfucurá. Ante la actitud de Biguá, Calfucurá decidió no atacar el territorio, pero sí lo haría contra Bahía Blanca.
Una vez afirmada la alianza argentino-tehuelche, el ciudadano francés Ernesto Rouquaud que se encontraba residiendo en Buenos Aires con su familia, en julio de 1871 consiguió del presidente Domingo Faustino Sarmiento el permiso de poblar con colonias agroindustriales en tierras de ambas orillas del río Santa Cruz.
Solo la del margen diestro fue establecida, llamada «Colonia 11 de Septiembre» aunque más conocida como «Colonia Rouquaud» —palabra francesa pronunciada: Rucó— y fue fundada en junio de 1872, en las cercanías de cañadón Misioneros, siendo sus primeros habitantes el empresario antes nombrado, su mujer y sus nueve hijos, dos de los cuales más su esposa perecerían en el establecimiento que se dedicaba a la fabricación de aceite y sus subproductos.
Al mismo tiempo, el gobierno argentino constituyó una capitanía de puerto en el mismo río, situada provisionalmente en la goleta Chubut, al mando del teniente Guillermo Lawrence, los subtenientes Bribaldo Palacios y Valentín Feilberg, y unos 38 tripulantes subalternos. El 17 del corriente levantaron una construcción de madera de un solo ambiente y techo de chapa acanalada, para realizar la toma de posesión formal efectiva del territorio meridional del río Santa Cruz, izando la bandera argentina que fue saludada con 21 cañonazos.
Ante la protesta chilena que consideraba esos territorios en litigio, el gobernador de Punta Arenas Oscar Viel Toro, organizó en febrero de 1873 una expedición al río Gallegos, en cuya ribera meridional dejó una escasa guarnición que intentaría fundar otro establecimiento pero, por falta de apoyo gubernamental, no prosperó.
Como consecuencia de esta infructuosa avanzada, la cañonera Covadonga realizó expediciones de exploración por estos últimos ríos, mostrando la bandera tricolor. Al año siguiente el colono franco-argentino Ernesto Rouquaud, luego de las pérdidas familiares antes citadas y la presión gubernamental chilena, abandonó la empresa, marchándose en la goleta Chubut y dejando en el establecimiento a tres funcionarios argentinos cuidándolo.
En el mismo año, la corbeta chilena Abtao ancló en la vicindad del anterior y construyó la capitanía  «Cañadón Misioneros» —en el mismo lugar que en 1862, los dos clérigos anglicanos habían intentado perpetuar un establecimiento evangelizador de aborígenes— el cual también fue abandonado a las pocas semanas porque el gobierno chileno terminó cediendo ante la diplomacia argentina.

### Fallecimiento y sucesión
El cacique mayor de la Patagonia, Casimiro "Biguá" Fourmantin, falleció en el año 1874 como consecuencia del alcoholismo que padecía, siendo sepultado en su toldería de San Gregorio, en el estrecho de Magallanes.
Lo sucedería como cacique local de San Gregorio su hijo Papón.

## Incumplimiento del tratado tehuelche-argentino de 1869 por sucesores de Casimiro

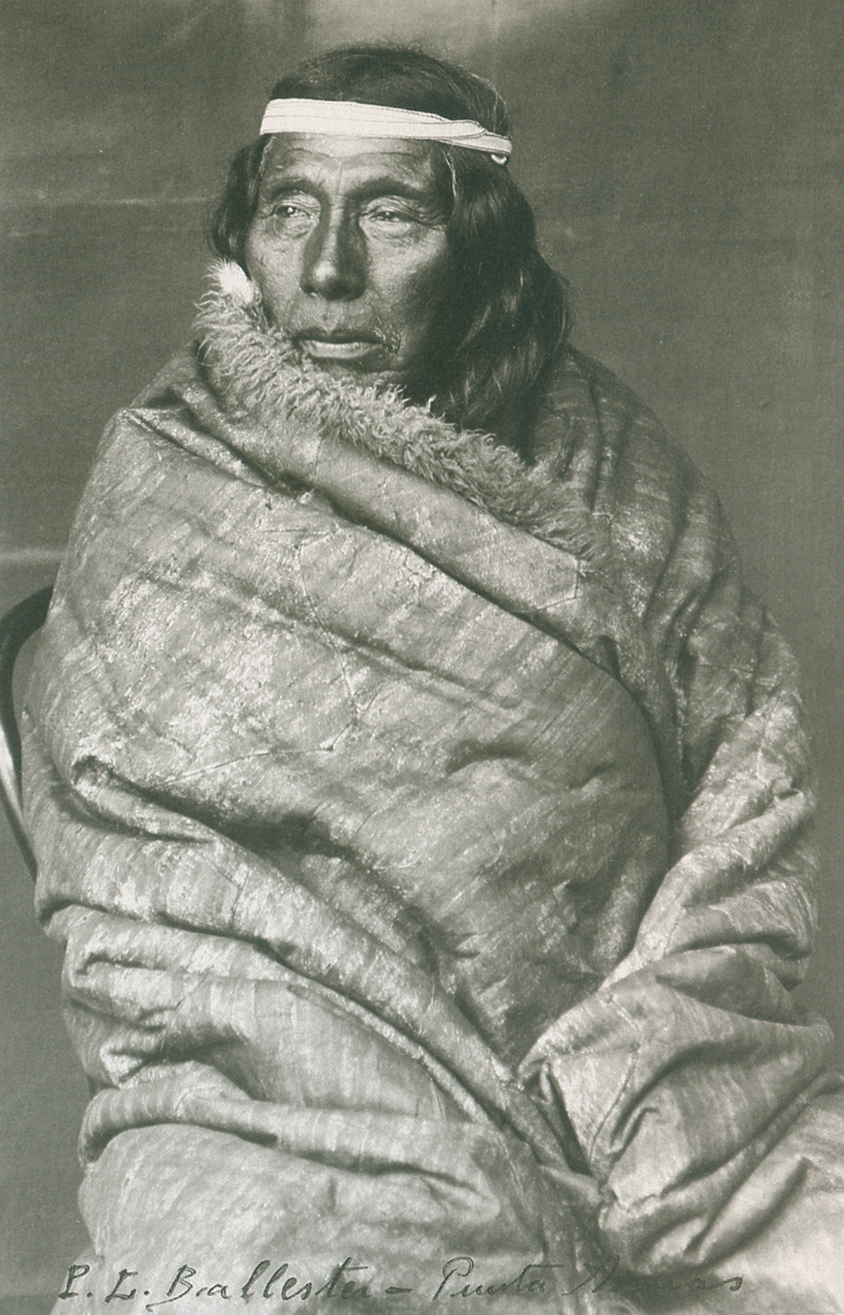
Cacique Mulato, hijo de Biguá y sucesor de Papón.

A principios de 1876, durante la presidencia de Nicolás Avellaneda, se otorgaron en la ciudad de Buenos Aires autorizaciones para la explotación de guano en la costa ubicada a unos 35 km al sudoeste de la entrada del río Santa Cruz, fundándose en ella la estancia Monte León.
Por el año 1877 pasarían a ser asediadas las colonias galesas del Chubut por un malón de algún cacique menor tehuelche, desobedeciendo los tratados de Biguá y la Argentina de 1869. Para auxiliarlos, se avisó a la corbeta Uruguay que estaba en Buenos Aires, la cual zarparía el 22 de diciembre al mando del teniente coronel de marina Martín Guerrico que llegaría el mismo año al puerto San José, en la península Valdés, para luego dirigirse por tierra en defensa de los colonos.

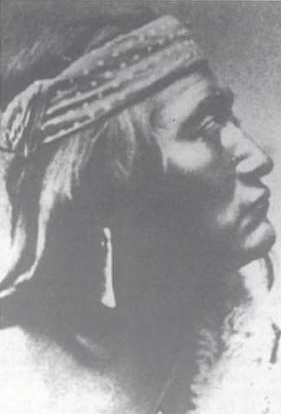
Cacique Papón.

Desatendiendo el sucesor cacique Papón los tratados entre su padre, jefes principales y el gobierno argentino con respecto a la pretensión soberana en el territorio patagónico al sur del río Negro hasta el estrecho de Magallanes, y haciendo valer la toma de posesión del estrecho por parte de la vecina República de Chile, estableció una alianza con el sargento mayor Diego Dublé Almeyda, que era el gobernador chileno de la «Colonia de Magallanes» desde septiembre de 1874.
De esta manera, los setecientos tehuelches que adhirieran a sus propósitos, oriundos estos del territorio ubicado entre el río Santa Cruz y el estrecho de Magallanes, pasarían también a jurar fidelidad al Estado vecino que lo nombrara subdelegado de la Patagonia chilena.
Este último país, luego de renovar su alianza, comenzó a poblar la costa continental magallánica a partir de 1878 con estancias ovejeras, incluyendo en la bahía San Gregorio, además de traer ganado directamente desde las islas Malvinas.
El día 1 de diciembre del mismo año, la Expedición Py procedió a izar la bandera argentina en la cumbre del cerro Misioneros, en la orilla diestra del río Santa Cruz, dando origen al Puerto Santa Cruz.
El 6 de diciembre del mismo año, se firmó en Santiago de Chile el pacto Fierro-Sarratea que partiendo del uti possidetis iure de 1810, en el artículo 6.º se establecía que mientras no se llegase a un acuerdo de límites, Chile ejerciera jurisdicción en las costas del estrecho de Magallanes y la Nación Argentina sobre las costas patagónica-oriental y sus islas.
El 4 de enero de 1879 llegó a Puerto Santa Cruz la corbeta Cabo de Hornos comandada por Luis Piedrabuena y su segundo Martín Rivadavia con la noticia del cese de las hostilidades entre ambos países y llevando a bordo al cirujano mayor Federico R. Cuñado —hijo del médico español Gabriel Cuñado— además de portar víveres, cargamento de carbón y la lancha de vapor Monte León necesaria para proveerse de agua dulce en la isla Pavón, ya que el estuario del río en donde estaba asentado el puerto es de agua salobre. Además, había llegado junto a la bombardera República.
El tratado de límites se llevó a cabo entre ambos países litigantes en el año 1881, con rectificaciones posteriores. Estos tratados terminaron con gran parte del litigio de la Patagonia Austral, Argentina reconoce la soberanía chilena sobre la totalidad del estrecho de Magallanes, mientras que Chile reconoce la soberanía Argentina sobre las costas patagónicas al norte de este último y la porción oriental de la isla Grande de Tierra del Fuego.
A Papón lo sucedería su hermano llamado Mulato en 1892, quien terminara asentándose en una reserva en Chile, cerca de Punta Arenas, hasta que falleciera de viruela en 1905.